# وضع العلامات لبلد المنشأ
وضع علامات بلد المنشأ (بالإنجليزية: Mandatory country-of-origin labeling)‏ كان شرطًا في القانون الأمريكي من قانون الأمن الزراعي والاستثمار الريفي من 2002 المعروف أيضا باسم مشروع قانون مزرعة 2002 ،
المقننة في 7 كود الولايات المتحدة ,§ 1638 a كما اشعار البلد المنشأ. وقد استلزم هذا القانون من تجار التجزئة توفير الكود الخاص ببلد المنشأ للحوم الطازجة ولحم الخنزير ولحم الظان. البرنامج يعفي اللحوم المصنعة. وافق كونجرس الولايات المتحدة على توسيع متطلبات كول في 29 سبتمبر 2008 ، لتشمل المزيد من المواد الغذائية مثل الفواكه الطازجة والمكسرات والخضروات. تم تنفيذ اللوائح في 1أغسطس 2008 FR 45106 73))، 31 أغسطس 2008 (73 FR 50701) ، و24 مايو 2013 (78 FR 31367).
في 18 ديسمبر 2015 الغي مجلس نواب القانون كول كجزء من الشاملة ميزانية الفاتورة الشاملة.  بسبب سلسلة من قرارات منظمة التجارة العالمية التي تحظر الملصقات على أساس بلد المنشأ.